# Ватикан
Ватикан (лат. Civitas Vaticana), званично Град-држава Ватикан (лат. Status Civitatis Vaticanae), најмања је независна држава на свету и по површини и по броју становника. Налази се у средишту Рима (Италија) и има површину од свега 44 хектара. У Организацији уједињених нација има статус земље посматрача под именом Света столица и класификује се као земља јужне Европе. Ово име није баш најприхватљивије, јер тело под тим именом функционише независно од државне власти Ватикана.

## Етимологија
Име „Ватикан” потиче од латинског израза Mons Vaticanus који је означавао Ватикански брежуљак.

## Државна управа
Ватикан је седиште папе, поглавара Католичке цркве, бискупа града Рима и изборног монарха Ватикана. Папу на доживотну функцију бира Колегијум кардинала. Технички, папа је апсолутни монарх, што значи да има потпуну законодавну, извршну и судску власт у Ватикану. Он је једини апсолутни монарх у Европи.

## Историја
Држава Ватикан је основана 1929. Латеранским уговором као остатак много веће Папске државе (постојала од 756. до 1870).
То је енклава окружена градом Римом у Италији. Дипломатске односе заснива Света Столица, која управља градом Ватиканом, а амбасаде страних земаља се налазе у италијанском делу града Рима.
Неки поседи Свете Столице су изван Ватикана, као папска летња резиденција Кастел Гандолфо и неке базилике. Ови поседи уживају екстериторијални статус попут страних амбасада у Италији.

### Историја Ватикана до уједињења Италије
И пре појаве хришћанства, простор данашњег Ватикана се сматрао светим и није био насељен. У 1. веку, на том подручју цар Калигула гради циркус, који је после њега довршио Нерон, по којем је циркус добио име. Обелиск који је данас на Тргу светог Петра је на то место донесен са Нероновог циркуса, а изворно потиче из Хелиополиса у данашњем Египту. Према предању, у истом циркусу је разапет св. Петар наглавачке (Петар је после проведених тридесетак година као свештеник кренуо за Рим где ће постати мученик. Апокрифна „Петрова писма“ кажу да је распет на крсту постављеном натрашке, јер је рекао да не заслужује да умре на исти начин као Исус), те је покопан у близини, где је данас базилика св. Петра.
Године 326, изграђена је Константинова базилика св. Петра на месту гроба светог Петра. Темељи тадашње базилике се налазе испод данашње базилике св. Петра, а доказани су током прве половине 20. века. Током векова, папински утицај је растао и папе су створиле велику и моћну државу која је својевремено заузимала велики део Апенинског полуострва. Такво стање је било све до средине 19. века, када је то подручје преузело новонастало италијанско краљевство. Ватикан није био током целе историје седиште папе, већ су то биле Латеранска палата, Квириналска палата, а од 1309. до 1377. папе су имале седиште у Авињону у Француској.

### Ватиканско „заробљеништво” и Латерански споразум
Након уједињења Италије 1861. године статус папинства и његове световне власти постао је упитан, што је остало познато под називом Римско питање. Подручје Ватикана је до 1929. године било под управом тадашњег римског дистрикта Борго, али је Гарантним законом Италија јамчила папама одређена права и почасти.
Папе су током тог времена одбијале да признају италијанског краља као поглавара Рима и одбијали су да напусте Ватикан (посљедњи владар Папинске државе, папа Пије IX остао је познат као Ватикански заробљеник). Стање је напокон решено 11. фебруара 1929. када је потписан Латерански споразум између Ватикана и Краљевине Италије. Уговор су потписали Бенито Мусолини и кардинал Пиетро Гаспари. Уговор је осигурао независност Ватикана и посебни статус Католичке цркве у Италији, а заузврат се Католичка црква трајно одрекла свих права на некадашње поседе Папске државе ван граница Ватикана.
Године 1984, нови је уговор признао католицизам као државну веру у Италији.

## Географија
Ватикан се налази на Ватиканском брежуљку (mons vaticanus), који се тако звао још пре појаве хришћанства, и ватиканских поља северно од брежуљка.

### Становништво
У Ватикану живи 1.000 људи, од којих су преко 450 ватикански држављани, док остали имају дозволу за боравак, привремено или трајно, без добијања држављанства. Око половине грађана Ватикана не живе унутар Ватикана. Због свог занимања (углавном као дипломатско особље), они живе у различитим земљама широм света.
Највише људи у Ватикану су:
- Италијани
- Швајцарци
- остали

Главна религија у Ватикану је католицизам.
У Ватикану се говоре језици:
- италијански
- енглески
- француски
- немачки и
- шпански

### Територија
Ватикан је једна од европских микродржава, а сместио се на Ватиканском брежуљку у западном делу центра Рима, неколико стотина метара удаљен од обала реке Тибар. Границе према Италији у потпуности следе градске зидине, које су изграђене да би заштитиле Папу. Границе престају да прате зидине на Тргу св. Петра, где граница следи Бернинијеве колонаде. С Трга св. Петра води Via della Conciliazione (улица помирења), коју је уредио Мусолини након потписивања Латеранских споразума. На самом истоку Ватикан је отворен према Риму.
Име Ватикан долази од Латинског Mons Vaticanus, што је означавало Ватикански брежуљак. Међутим, Ватикан је, осим на Ватиканском брежуљку, изграђен и на Ватиканским пољима, где је главнина данашњег Ватикана.
Ватикан изван својих граница поседује одређене објекте који имају екстратериторијални статус. Најпознатија јединица изван Ватикана је Кастел Гандолфо, папински летњиковац у југоисточним предграђу Рима, а један је од насеља познатих под називом Кастели Романи. Осим Кастел Гандолфа, екстратериторијални статус има још око 20 грађевина у Риму, од којих су најважније базилике Св. Ивана Латеранског (Basilica di San Giovanni in Laterano), Св. Марије Велике (Basilica di Santa Maria Maggiore), те Св. Павла изван зидина (Basilica di San Paolo fuori le mura).

### Клима
Клима Ватикана је је иста као и клима Рима: медитеранска с умереним и кишним зимама од октобра до средине маја, а врућим и сувим летима од маја до септембра. Неке мање локалне особености, првенствено измаглице и росе, су узроковане аномалном величином базилике Светог Петра, елевацијом, фонтанама и обимом великог поплочаног трга.
| Клима Ватикан                     | Клима Ватикан | Клима Ватикан | Клима Ватикан | Клима Ватикан | Клима Ватикан | Клима Ватикан | Клима Ватикан | Клима Ватикан | Клима Ватикан | Клима Ватикан | Клима Ватикан | Клима Ватикан | Клима Ватикан |
| Показатељ \ Месец                 | .Јан.         | .Феб.         | .Мар.         | .Апр.         | .Мај.         | .Јун.         | .Јул.         | .Авг.         | .Сеп.         | .Окт.         | .Нов.         | .Дец.         | .Год.         |
| --------------------------------- | ------------- | ------------- | ------------- | ------------- | ------------- | ------------- | ------------- | ------------- | ------------- | ------------- | ------------- | ------------- | ------------- |
| Апсолутни максимум, °C (°F)       | 19,8 (67,6)   | 21,2 (70,2)   | 26,6 (79,9)   | 27,2 (81)     | 33,0 (91,4)   | 37,8 (100)    | 39,4 (102,9)  | 40,6 (105,1)  | 38,4 (101,1)  | 30,0 (86)     | 25,0 (77)     | 20,2 (68,4)   | 40,6 (105,1)  |
| Максимум, °C (°F)                 | 11,9 (53,4)   | 13,0 (55,4)   | 15,2 (59,4)   | 17,7 (63,9)   | 22,8 (73)     | 26,9 (80,4)   | 30,3 (86,5)   | 30,6 (87,1)   | 26,5 (79,7)   | 21,4 (70,5)   | 15,9 (60,6)   | 12,6 (54,7)   | 20,4 (68,7)   |
| Просек, °C (°F)                   | 7,5 (45,5)    | 8,2 (46,8)    | 10,2 (50,4)   | 12,6 (54,7)   | 17,2 (63)     | 21,1 (70)     | 24,1 (75,4)   | 24,5 (76,1)   | 20,8 (69,4)   | 16,4 (61,5)   | 11,4 (52,5)   | 8,4 (47,1)    | 15,2 (59,4)   |
| Минимум, °C (°F)                  | 3,1 (37,6)    | 3,5 (38,3)    | 5,2 (41,4)    | 7,5 (45,5)    | 11,6 (52,9)   | 15,3 (59,5)   | 18,0 (64,4)   | 18,3 (64,9)   | 15,2 (59,4)   | 11,3 (52,3)   | 6,9 (44,4)    | 4,2 (39,6)    | 10,0 (50)     |
| Апсолутни минимум, °C (°F)        | −11,0 (12,2)  | −4,4 (24,1)   | −5,6 (21,9)   | 0,0 (32)      | 3,8 (38,8)    | 7,8 (46)      | 10,6 (51,1)   | 10,0 (50)     | 5,6 (42,1)    | 0,8 (33,4)    | −5,2 (22,6)   | −4,8 (23,4)   | −11 (12,2)    |
| Количина падавина, mm (in)        | 67 (2,64)     | 73 (2,87)     | 58 (2,28)     | 81 (3,19)     | 53 (2,09)     | 34 (1,34)     | 19 (0,75)     | 37 (1,46)     | 73 (2,87)     | 113 (4,45)    | 115 (4,53)    | 81 (3,19)     | 804 (31,65)   |
| Дани са падавинама (≥ 1 mm)       | 7,0           | 7,6           | 7,6           | 9,2           | 6,2           | 4,3           | 2,1           | 3,3           | 6,2           | 8,2           | 9,7           | 8,0           | 79,4          |
| Сунчани сати — месечни просек     | 120,9         | 132,8         | 167,4         | 201,0         | 263,5         | 285,0         | 331,7         | 297,6         | 237,0         | 195,3         | 129,0         | 111,6         | 2.472,8       |
| Извор: , подаци о сунчаним сатима |               |               |               |               |               |               |               |               |               |               |               |               |               |

Јула 2007, Ватикан је прихватио предлог две фирме базиране респективно у Сан Франциску и Будимпешти, по ком би постао прва угљенично неутрална држава, тако што би неутралисао своју емисију угљен-диоксида креирањем Ватиканске климатске шуме у Мађарској, што је чисто симболична геста с циљем подстицања католика да учине више на заштити планете. Пројекат није реализован.
Дана 26. новембра 2008, Ватикан је ставио на снагу план најављен маја 2007. да се покрије кров дворане Павла VI са фотонапонским панелима.

## Политика
Потребно је разликовати државу Ватикан од Свете Столице. Света Столица је субјекат међународног права и спроводи политику, док је Ватикан само територија над којим је Света Столица суверена.
Иако је Ватикан најмања независна држава на свету, Света Столица има велики међународни утицај. Ватикан је главно седиште Католичке цркве и њеног поглавара папе. Све амбасаде акредитоване су при Светој Столици и смештена су у граду Риму, премда су током Другог светског рата понеке амбасаде биле смештена унутар Ватикана, као нпр. Уједињеног Краљевства. Према договору са Италијом, иста особа не може бити акредитована као амбасадор при обе државе, па земље редовно у Риму имају два амбасадора.

## Војска и сигурност
Ватикан има најмању и најстарију војску на свету — Швајцарску гарду. Основао ју је папа Јулије II 22. јануара 1506, а била је састављена од швајцарских плаћеника. Гарда броји 110 припадника, који су задужени за непосредну заштиту Светог Оца, чување његових резиденција, а служе и у протоколарне сврхе као почасна гарда.
Ватиканска жандармерија делује као ватиканска полиција, иако се скраћено назива Vigilanza, што је скраћеница пуног назива (Corpo della Gendarmeria dello Stato della Città).
За спољашњу одбрану Ватикана задужена је Италијанска Република.

## Економија
До 2002. службена валута је била ватиканска лира. Данас је у Ватикану службена валута евро у складу са посебним споразумом између Ватикана и Европске уније (одлука бр. 1999/98/ЦЕ).

## Култура
У Ватикан долазе бројни туристи због непроцењивог уметничког блага и градитељских споменика. Грађевине попут базилике св. Петра и Сикстинске капеле се сматрају једним од највећих светских достигнућа на пољу културне баштине, која укључују радове познатих уметника попут Ботичелија, Бернинија, Рафаела и Микеланђела.
Колекција Ватиканске библиотеке и фундус Ватиканског музеја су од великог значаја за науку и културу. Од 1984. се Ватикан налази под заштитом организације UNESCO.

## Саобраћај
У Ватикану постоји хелидром Ватикан, те жељезница која повезује жељезничку станицу поред катедрале св. Петра с италијанском железничком мрежом. Жељезничка линија је дуга 300 m и то је чини најкраћом железницом на свету.